# Joe Deimeke
Joe Deimeke (* 24. März 1986 in St. Louis) ist ein US-amerikanischer Volleyballspieler.

## Karriere
Deimeke spielte von 2005 bis 2008 im Team der Lindenwood University in Saint Charles (Missouri). 2009 ging er nach Dänemark zu Boldklubben Marienlyst. In seiner ersten Saison wurde er mit dem Verein nationaler Meister und erreichte das Pokalfinale. Außerdem gewann Marienlyst den nordischen Klub-Wettbewerb. 2011 verteidigte die Mannschaft mit Deimeke den Meistertitel und gewann auch den Pokal. Anschließend wechselte der US-Amerikaner zum deutschen Bundesligisten evivo Düren. Nach nur einem Jahr verließ er den Erstligisten und wechselte zur Saison 2012/13 zum Erstligaabsteiger RWE Volleys Bottrop, mit dem ihm der Wiederaufstieg gelang. Danach kehrte Deimeke in die USA zurück und wurde Volleyball-Assistenztrainer an der Washington University in St. Louis.